# Alexandre Varga
Pour les articles homonymes, voir Varga.
Alexandre Varga, né le 7 décembre 1976 à Metz (Moselle) , est un acteur français.
Il est révélé au grand public pour ses participations dans des séries françaises, comme Alice Nevers : Le juge est une femme, Candice Renoir ou encore Cassandre.

## Biographie
D'origine hongroise, Alexandre Varga naît à Metz.  Dès l'âge de 3 ans il part vivre à l’étranger avec ses parents (Congo, Maroc, Inde, Grèce) pendant toute son enfance et son adolescence,. Il découvre le théâtre en Belgique en fréquentant l'atelier Charles Rogier de Liège, puis revient en France à l'âge de vingt ans. Il s'installe à Paris afin de débuter une carrière professionnelle d'acteur et décroche des petits rôles au cinéma (L'Été d'Olga, Les Onze Commandements).
À la télévision, Alexandre Varga débute notamment dans les séries Sous le soleil, Les Soprano puis devient un personnage récurrent dans les séries policières Alice Nevers : Le juge est une femme et Candice Renoir,. L'acteur participe également à des unitaires. Il joue le fils d'Alain Delon dans Un mari de trop et le compagnon de Laëtitia Milot dans On se retrouvera, adapté du roman homonyme de l'actrice qui a rassemblé 7 millions de téléspectateurs.
Depuis 2015, il incarne le capitaine Pascal Roche dans la série Cassandre sur France 3 aux côtés de Gwendoline Hamon et Dominique Pinon, série qui réunit plus de 5 millions de téléspectateurs.
Vie privée
Séparé de Naïma Rodric, comédienne belge, Alexandre Varga a retrouvé l'amour dans les bras d'Aurélie Alcantara.

## Filmographie

### Cinéma

#### Longs métrages
- 2002 : L'Été d'Olga de Nina Grosse
- 2004 : Les Onze Commandements de François Desagnat et Thomas Sorriaux

#### Courts métrages
- 2003 : Blues Stop d'Alexandre Kyriakidis : Joseph
- 2010 : Palak Panner de Sébastien Carfora : Sébastien Dufresne
- 2014 : Stalemate de Lou De Bausset : Pierre Bilderberg

### Télévision

#### Téléfilms
- 2009 : L'Ombre d'un flic : Igor
- 2010 : Un mari de trop : Grégoire de Rougemont
- 2011 : L'Amour en jeu : Alex
- 2015 : On se retrouvera de Joyce Buñuel : Gabriel
- 2020 : Les Mystères des majorettes de Lorenzo Gabriele : David
- 2021 : Le Squat d'Emmanuel Rigaut
- 2021 : Le Furet de Thomas Sorriaux[12]
- 2023 : Meurtres dans le Cantal de Sandrine Cohen : Frédéric Dussaut

#### Séries télévisées
- 2003 - 2005 : Sous le soleil
- 2006 : SOS 18, saison 3, épisode 4 : Alexandre
- 2006 : Sœur Thérèse.com, saison 5, épisode 5 : Olivier Jacques
- 2006 : Les Sopranos, saison 6, épisode 11 : Michel
- 2007 : Duval et Moretti, saison 1, épisode 13 : un interne
- 2007 - 2013 : Alice Nevers : Le juge est une femme, saisons 7 à 11 : Mathieu Brémont, le père de Paul
- 2007 : Sous le soleil, saison 13, épisode 36 et 37 : un escroc
- 2008 : La vie est à nous, saison 1 : Jérôme Cramerr
- 2008 : Section de recherches, saison 3, épisode 2 : Dubois
- 2008 : R.I.S Police scientifique, saison 4, épisode 12 : Victor Barel
- 2008 : Avocats et Associés, saison 11, épisode 4 : Lionel
- 2008 : Sous le soleil, saison 13, épisode 14 : Jacques Mercier
- 2011 : Joséphine, ange gardien, saison 13, épisode 58 : Liouba : Laurent Pasquier
- 2012 : Camping Paradis, saison 3, épisode 6 : Pierre, le fils d'André
- 2012 : Enquêtes réservées, Saison 5 : Max Leterrier
- 2012 : Le Sang de la vigne, épisode La Robe de Margaux : Antoine Rinetti
- 2013 : Nos chers voisins : le cousin d'Alex
- 2013 - 2014 et 2017 : Candice Renoir, saisons 1 et 2 et invité saison 5 : Hervé Mazzani
- 2014 : Camping Paradis, saison 6, épisode 1 : Olivier
- 2015 : Nina, saison 1, épisode 2 : Dr Delacroix
- 2015 - en cours : Cassandre, série : Capitaine Pascal Roche
- 2017 : Camping Paradis, saison 9, épisode 4 : Famille nombreuse, famille heureuse : Stan, le mari de Juliette, coach sportif et ex-entraîneur de l'Équipe de France de boxe
- 2019 : Joséphine, ange gardien, saison 19, épisode 92 : L'incroyable destin de Rose Clifton de Stéphane Kopecky : Terrence Wyatt
- 2019 : OPJ, Pacifique Sud, saison 1 : Raphaël Mayer
- 2020 : Tandem, saison 4, épisode 12 : La Femme aux deux visages : Antonin Vallette
- 2019 - 2020 : Alice Nevers : Le juge est une femme, saisons 17 et 18 : Mathieu Brémont
- 2021-2024 : Demain nous appartient : saisons 5 à 7 : Benjamin Ventura[13]
- 2025 : Nouveau jour : Aurèle Cadieux